# 크리스토퍼 파이크
크리스토퍼 파이크(영어: Christopher Pike)는 《스타 트렉 시리즈》의 등장인물이다. 파이크는 스타 트렉이 시리즈화 되기전에 파일럿 버전 에피소드 "The Cage" (1964년 제작)에서 엔터프라이즈 호의 함장이었던 인물이다. 그 후, 엔터프라이즈 호의 선장이 파이크에서 제임스 T. 커크로 바뀌면서 시리즈 화되었다.
[영화 스타트렉시리즈] 스타트렉 비기닝 부터
(배우:브루스 그린우드)가 파이크 함장 역을 맡았다.
엔터프라이즈의 초대함장이며, 미 해군계급체계를 따라서 계급은 제독(중장)이다.
파이크 함장은 제임스 T. 커크의 아버지 조지 커크
(배우:크리스 햄스워스)와 같은 우주선에 탔었다
[조지 커크가 함장이던 우주선은 공격당해 커크를 임신하고 있던 커크의 어머니만 우주선에서 탈출직전 커크를 낳고 탈출하고, 최후까지 대원들을 탈출시키기 위해 우주선을 수동 작동하려고 남았던 조지 커크는 사망한다]
제임스 T. 커크는 이후 새아버지와 삐뚤어져서 살았는데 커크가 스타플릿에 입대한것은 스타트렉 비기닝에서 파이크의 권유 때문이다
파이크 함장은 비기닝에서 클링온에게 납치,고문 후유증으로 다리를 다쳤다.
다크니스 초반에 칸=존 해리슨 (배우:베네딕트 컴버배치)의 공격으로 사망하고 이어서 칸에 대한 복수를 하기 위한 계획을 세우면서 엔터프라이즈 호의 함장은 제임스 T. 커크 로 바뀌었다
파이크함장이 스타플릿에 입대한것은 다크니스에서 등장하는 마커스제독의 권유때문이다